# Pierre Monneret
Pierre Monneret (París, 12 de enero de 1931-1 de marzo de 2010) fue un piloto de motociclismo francés, que compitió en el Campeonato del Mundo de Motociclismo entre 1950 hasta 1956.

## Biografía
Hijo de Georges Monneret, el campeón francés más querido en el mundo de la motocicleta que había conquistado 499 carreras y 183 "récords" mundiales de velocidad, Pierre siguió la vocación de su padre, al igual que su hermano gemelo Jean y su hermanastro Philippe.
En su trayectoria en el Mundial, consiguió dos victorias en el Gran Premio de Francia de 1954 en 500 y 350cc. Su triunfo en 500cc, le convirtió en el único corredor francés en ganar en su propio país en la categoría reina, hasta 71 años después, en 2025, cuando Johann Zarco logró la gloria. Siendo el primer piloto francés en conseguir una victoria en la clase reina del Campeonato del Mundo. Aparte de esto, consiguió 8 podios más y su mejor clasificación fue cuarto en la general de 500cc de 1956.
En colaboración con su padre y su hermano Jean, conduciendo una Puch 125 TS, el 8 de marzo de 1951 estableció un récord de 40 000 km (equivalente a la circunferencia de la tierra) estableciendo el récord en 24 días, 21 horas y 43 minutos. Cinco meses después, el 15 de agosto, Pierre Monneret batió el récord mundial de las 24 horas, con 2.991 km recorridos, alternando la conducción de una Puch 125 TFS con su padre y los pilotos Robert Moury y Johann Weingartmann. También fue el ganador de varios títulos nacionales franceses.

## Resultados en el Campeonato del Mundo
Sistema de puntuación desde 1950 hasta 1968:
| Posición | 1.º | 2.º | 3.º | 4.º | 5.º | 6.º |
| Puntos   | 8   | 6   | 4   | 3   | 2   | 1   |

### Carreras por año
(Carreras en negrita indica pole position, carreras en cursiva indica vuelta rápida)
| Año  | Cat.  | Moto   | 1     | 2      | 3     | 4       | 5     | 6       | 7       | 8       | 9     | Pts. | Pos. |
| ---- | ----- | ------ | ----- | ------ | ----- | ------- | ----- | ------- | ------- | ------- | ----- | ---- | ---- |
| 1950 | 350cc | -      | IOM - | BEL -  | NED - | SUI -   | ULS - | NAT 12  |         |         |       | 0    | -    |
| 1951 | 350cc | AJS    | ESP - | SUI -  | IOM - | BEL -   | NED - | FRA 13  | ULS -   | NAT -   |       | 0    | -    |
| 1953 | 350cc | AJS    | IOM - | NED -  | GER - | FRA 2   | ULS - | SUI -   | NAT Ret |         |       | 6    | 9.º  |
| 1953 | 500cc | Gilera | IOM - | NED -  | GER - | FRA 12  | ULS - | SUI -   | NAT 9   | ESP Ret |       | 0    | -    |
| 1954 | 500cc | AJS    | FRA 1 | IOM -  | ULS - | BEL -   | NED - | GER Ret | SUI -   | NAT -   | ESP - | 8    | 10.º |
| 1954 | 500cc | Gilera | FRA 1 | IOM -  | ULS - | BEL Ret | NED - | GER -   | SUI 7   | NAT Ret | ESP - | 8    | 6.º  |
| 1955 | 500cc | Gilera | ESP - | FRA 10 | IOM - | GER -   | BEL 2 | NED -   | ULS -   | NAT Ret |       | 6    | 9.º  |
| 1956 | 125cc | Gilera | IOM - | NED -  | BEL 3 | GER Ret | ULS - | NAT -   |         |         |       | 4    | 10.º |
| 1956 | 500cc | Gilera | IOM - | NED -  | BEL 3 | GER 3   | ULS - | NAT 3   |         |         |       | 12   | 4.º  |